# 中華民國兒童人權協會
社團法人中華民國兒童人權協會是在1997年5月由當時國大代表賴勁麟所發起創立的一個民間機構。

## 幹部人員列表
- 理事長：羅燦慶
- 常務理事：賴勁麟
- 常務理事：蔡宗仰
- 常務理事：林來順
- 常務理事：李萬吉
- 理事：李建昌
- 理事：張耿華
- 理事：吳志澤
- 理事：黃建豪
- 理事：劉忠敏
- 理事：陳順成
- 理事：陳昌文
- 理事：張雲朋
- 理事：邢禹倩
- 理事：劉玉珍
- 常務監事：郭見芳
- 監事：周幸怡
- 監事：黃軒凱
- 監事：楊以德
- 監事：張啟民

## 外部連結
- 中華民國兒童人權協會